# Dvojí břemeno
Dvojí břemeno je pojem, vyjadřující tlak na jedince, který musí vydělávat peníze a zároveň obstarávat domácnost. Tato problematika se týká především žen. Je možné to považovat za pozůstatek tradiční společnosti, kde mužským úkolem bylo vydělat peníze a žena musela plnit domácí práce. Přestože emancipace žen začala už v polovině 19. století, následky těchto činů lze pozorovat až dnes. Proto bývá dvojí břemeno považováno za určitý fenomén moderní doby.

## The Second Shift
Arlie Hochschild, emeritní profesorka na Kalifornské univerzitě, ve své knize The Second Shift podrobně rozpracovala téma dvojího břemena. V rámci své studie během 80. let udělala rozhovor s padesáti páry a ve dvanácti rodinách pozorovala chod jejich domácnosti. Dále vyčlenila tři různé postoje k manželství: tradiční, přechodný a rovnostářský.
1. Tradiční žena se chce ztotožnit se zaběhlým stereotypem, obstarat domácnost a tím dovolit partnerovi, aby zastával místo hlavy rodiny.
2. Žena s rovnostářským přístupem požaduje rovnost a spravedlivou dělbu povinností.
3. Třetí stanovisko (přechodný přístup) bývá považováno za jistý kompromis.

## Dvojí břemeno v minulosti
V období před druhou světovou válkou charakterizoval společnost tradiční model rodiny, kde muž byl živitelem rodiny a žena se starala o domácnost. Začátkem 20. století bylo například ve Spojených státech zaměstnaných jen 18 procent žen nad 13 let. Ve 20. letech 20. století se situace začala měnit v důsledku vytváření nových, typově ženských pracovních míst. Výrazné zvýšení poptávky po ženské pracovní síle zapříčinila druhá světová válka, kdy ženy převzaly zaměstnání 16 milionů mužů, mobilizovaných v armádě. Po druhé světové válce se role žen jako aktivní pracovní síly etablovala ve společnosti stále víc.

## Dvojí břemeno ve světě

### Jižní Amerika
V Jižní Americe je dostupná početná a levná pracovní síla na výpomoc v domácnosti. Proto se břemeno domácích prací pro část žen výrazně zmenšuje. Nicméně mnoho žen, zpravidla z chudých společenských vrstev, odchází za prací do krajů s lepším platovým ohodnocením, aby zajistily svým rodinám vyšší příjem.

### Afrika
Aspektem dvojího břemena v Africe jsou rozdíly mezi společenskými třídami. Mnoho rodin z bohatších vrstev má ve zvyku zaměstnávat africké ženy, které ale nedostávají zaplaceno. Výměnou za práci je ubytování pro ně a jejich rodiny. Ženy v Africe taky čelí zcela odlišným povinnostem než jinde ve světě, neboť k běžným domácím pracím patří například zajištění vody nebo dřeva.

### Evropa
V rámci západní Evropy, zejména Skandinávské krajiny zavedly opatření, které směrují k vyrovnávání genderových rozdílů v zaměstnanosti. Zejména je to vyspělý systém sociální péče o děti a starší, který ženám umožňuje participaci v pracovním procesu. Díky tomu mají nejvyšší míru zaměstnanosti žen na světě a rozdíly ve mzdách v porovnání s muži patří k nejnižším.

### Asie
V Asii je dvojí břemeno determinováno kulturní normou, podle které mají výlučně ženy povinnost starat se o domácnost. Mnohokrát zanechají práce, aby se mohly plně věnovat dětem.

## Příčiny dvojího břemena

### Genderové stereotypy
Gender vyjadřuje myšlenku, že ze sociologického hlediska se lidé jako muži a ženy nerodí, ale socializací se učí ženským a mužským rolím. Existují totiž vzorce chování, která jsou ve společnosti považovány za výlučně ženské či mužské, což je dáno vývojem kultury. Hlavní příčinou dvojího břemene jsou tedy genderové stereotypy, které jsou v kultuře zakotvené po dlouhá léta.
Tradiční genderové stereotypy předpokládají, že žena se stará o domácnost a muž vydělává peníze. V moderní době se výrazně změnila jedna věc. Ženy se spolu s mužem staly živitelem rodiny, avšak stále se od nich očekává, že se budou starat o domácnost, jako to bylo v minulosti. Ženám tak na bedra spadá tzv. dvojí břemeno.

### Diskriminace žen na trhu práce
Přestože vzrůstá počet žen pracujících ve veřejném (placeném) sektoru, stále se objevují velké rozdíly mezi ženami a muži na trhu práce. Diskriminace žen na trhu práce se projevuje ve dvou základních podobách. Jedná se o diskriminaci při povyšování na vyšší pracovní pozici a diskriminaci v odměňování za danou práci. Oba tyto projevy nerovného přístupu na trhu práce se odvíjejí od pracovní segregace podle pohlaví, jak vertikální, tak horizontální. Asi nejzávažnější nerovností jsou mzdové rozdíly. Jedná se o jednu z nejviditelnějších a nejdiskutovanějších podob diskriminace žen na trhu práce. Ženy v průměru vydělávají okolo 75% výdělku mužů.
Dalším negativním projevem segregace na trhu práce je tzv. skleněný strop (glass ceiling). Ženy na tuto formu diskriminace narážejí při povyšování, kdy se střetávají s neviditelnými bariérami, které jim značně znesnadňují či dokonce zabraňují v kariérním postupu. Jedná se o umělé překážky, které vychází z genderových stereotypů. Dále ženy například více dominují v hůře placených povoláních. Příkladem je zdravotnictví, školství a úklidové služby. A dokonce i v zaměstnáních, kde převládají ženy, zabírají muži lepší pozice .(vertikální segregace)

### Zvýšená nuklearizace rodiny
Problémem žen je, že se od nich stále očekává zajištění péče o děti a domácnost. V moderní době, kdy nukleární rodina ztratila těsný kontakt se širším příbuzenstvem, tak najednou na rodičích leží velká škála činností (péče o děti, úklid domácnosti apod.), které ještě navíc nejsou mezi mužem a ženou rovnoměrně rozděleny. Společnost považuje za běžnější, že se kariéry kvůli dětem zřekne spíše žena než muž.

### Genderové rozdíly
Byly provedeny mnohé studie, aby zkoumaly dělbu práce v domácnosti v rámci párů. Ženy obvykle věnují práci v domácnosti více času než muži, bez ohledu na to, zda žijí v rozvinuté či rozvojové zemi. Většina studií zjistila, že pracují-li oba rodiči na plný úvazek, ženy se potýkají s vyšším množstvím domácích prací než muži. Podle výzkumu například mexické ženy tráví každý týden přibližně 33 hodin plněním povinností v domácnosti. V kontrastu, manželé přispívají jen přibližně 6 hodin každý týden. Nejvíce je ale zarážející, že dcery pomáhají své matce přibližně 14 hodin týdně, kdežto synové pouze 5-6 hodin týdně jako jejich otcové[zdroj?].

## Typy dvojího břemene

### Rodina vs. práce
Rodičovství je velký úkol sám o sobě a když k tomu rodič ještě pracuje, může to mít za následek vznik dvojího břemene. Tato zátěž může potenciálně ovlivnit rozhodnutí páru, kdy je vhodná doba mít děti. Některé společnosti v zahraničí si uvědomují, jak se dvojí břemeno projevuje na jejich zaměstnancích a nabízejí jim flexibilní pracovní dobu.

### Rodina vs. škola
Péče o rodinu je nelehký úkol a rozhodnutí vrátit se do školy, ovlivní celou rodinu. Existuje mnoho důvodů, proč se někdo rozhodne odložit školu do té doby, než jeho děti budou starší. Vzdělání rodičů má kromě nutných nákladů i své výhody, těmi jsou získání znalostí, lepšího platového ohodnocení a větší finanční stability.

### Singlevs. manželé

#### Dvojí břemeno singlů
Rodiče žijící single si nemají s kým rozdělit úkoly v domácnosti. Dvojí břemeno je obvykle vnímáno jako problém žen. Lidé si často neuvědomují, že stejně jako ženy tak i muži mohou a často procházejí stejnými zkouškami a v těžkých časech se snaží sladit práci a rodinu. Ve prospěch mužů hovoří obvykle vyšší příjem. Matky samoživitelky mají dvakrát vyšší míru chudoby než muži.[zdroj?]

#### Dvojí břemeno manželů
Ženy se obvykle podílejí na domácích povinnostech největší měrou, i když pracují na plný úvazek. Muži investují většinu svého času do budování kariéry, oproti tomu ženy tráví dvojnásobnou dobu péčí o děti a domácími povinnostmi. Dvojí zatížení žen, které mají zaměstnání, ale přesto obstarávají většinu domácích prací, často vede k rozvodu.[zdroj?]

### Střední třída vs. chudé rodiny

#### Střední třída
Střední třída často snižuje zátěž pomocí domácích spotřebičů, nákupem polotovarů nebo užívání služeb jako např. prádelna.[zdroj?] (zdroj neuvádí region-mohli bychom předpokládat Angloamerický region)

#### Chudé rodiny
Způsob, jakým se vypořádávají chudé rodiny s dvojím břemenem, je snaha zvládnout více úloh najednou. Když lidé takto zvýší intenzitu práce, aby dosáhli požadovaných výsledků, může to způsobit řadu zdravotních problémů.